# Sint-Antonius Abtkerk (Maashees)
De Sint-Antonius Abtkerk is een voormalige parochiekerk in de tot de Noord-Brabantse gemeente Land van Cuijk behorende plaats Maashees. De kerk is gelegen aan de De Goeijstraat 2.

## Geschiedenis
In Maashees bestond aanvankelijk een middeleeuwse kapel, die in 1473 al werd vermeld. In 1648 kwam deze kapel in bezit van de protestanten, maar in 1800 kregen de katholieken de kapel weer terug. 
In 1804 werd te Maashees een parochie gesticht en de kapel werd nu een parochiekerk. In 1819 werd een nieuwe parochiekerk gebouwd en verdween de kapel. De nieuwe kerk was éénbeukig en had een voorgebouwde toren. In 1944 werd deze kerk door oorlogsgeweld verwoest.
Een nieuwe kerk kwam gereed in 1951. Architect was Kees de Bever. Deze kerk werd in 2015 aan de eredienst onttrokken en in 2019 te koop gezet. Er zouden appartementen in de kerk worden gebouwd. De kerk is geklasseerd als gemeentelijk monument.

## Gebouw
Het betreft een bakstenen basilicaal kerkgebouw met een klokkengevel boven de ingang. De kerk heeft stijlelementen van de Bossche School.